# Le Chapeau de paille
Le Chapeau de paille, souvent considéré comme le portrait de Suzanne Fourment, est un tableau du peintre baroque flamand Pierre Paul Rubens réalisé entre 1622 et 1625. Il s'agit probablement du portrait de Suzanne Lundent, la sœur de Hélène Fourment, la deuxième femme de Rubens. 

## Description
Le regard direct du modèle, sous l'ombre du chapeau, avec la bague à son doigt, suggère que le tableau est un portrait de mariage ou fiançailles. Il faut souligner que Susanna Fourment s'est mariée en secondes noces avec Arnold Lunden, un tapissier et marchand de soie d'Anvers, en 1622, et le portrait date probablement de cette époque.

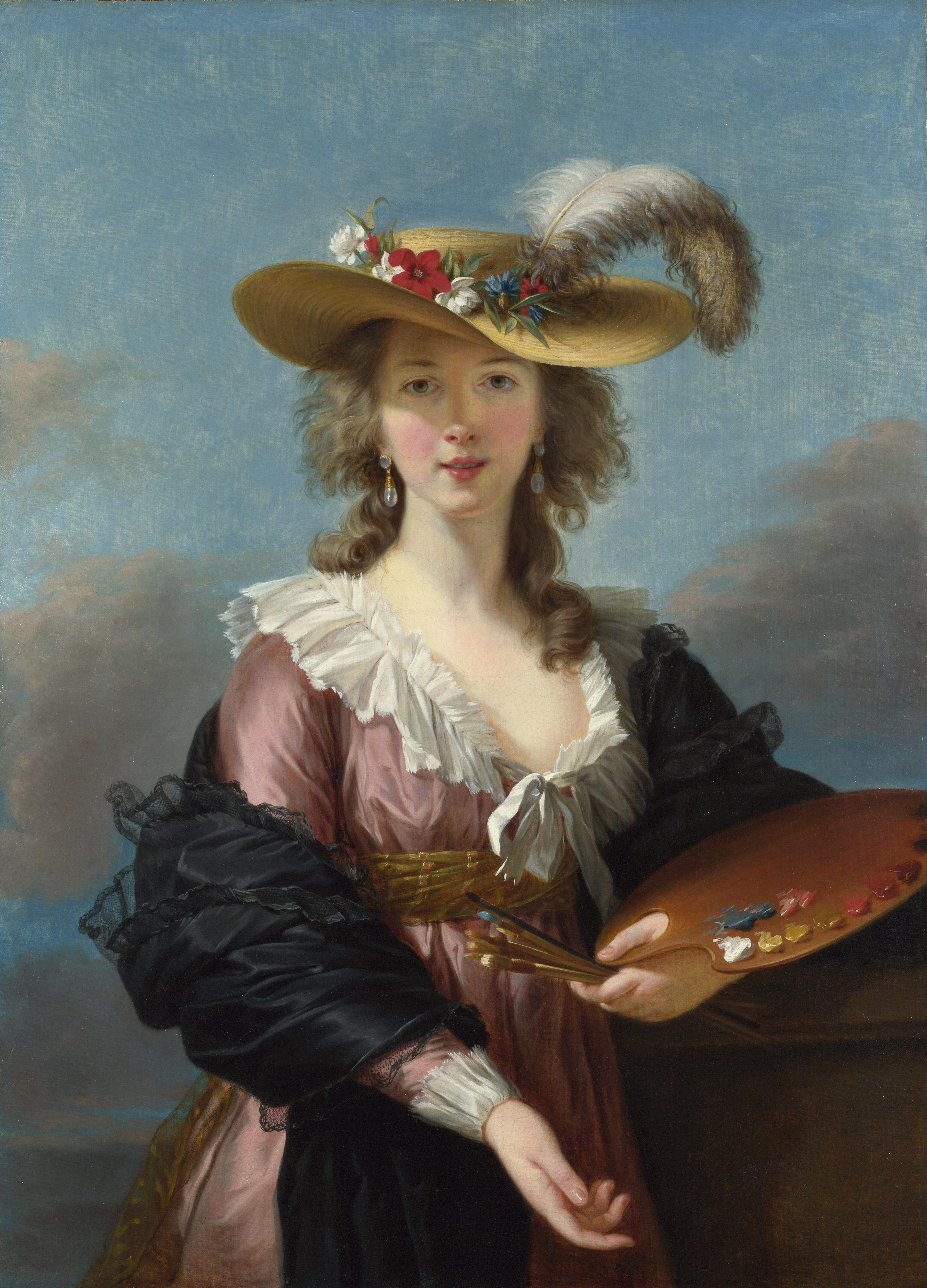
Autoportrait au chapeau de paille, Elisabeth Vigée-Lebrun, 1782

Le titre de la peinture est "le chapeau de Paille" , bien que le chapeau ne soit pas en paille mais plutôt en feutre. Certains historiens de l'art considèrent que le terme "paille" désignerait l'ancien  nom pour le baldaquin, Rubens ayant peut-être voulu ainsi souligner la forme particulière du chapeau. D'autres estiment qu'il s'agirait d'une erreur avec le mot "poil" qui désignerait la matière dont est faite le chapeau. En tout état de cause, le chapeau qui ombrage le visage de la jeune femme constitue l'élément le plus marquant de ce portrait.
Aussi étrange que cela puisse paraître, le tableau a été agrandi puisqu'une bande de bois supplémentaire a été ajoutée à droite et une seconde bande a été ajoutée à la partie inférieure. Ces ajouts ont permis a Rubens de créer un plus grand espace pour représenter le ciel dans lequel il a ajouté quelques nuages sombres sur le côté droit en arrière-plan, ce qui contraste avec le ciel bleu plus clair vers la gauche.

## Influence

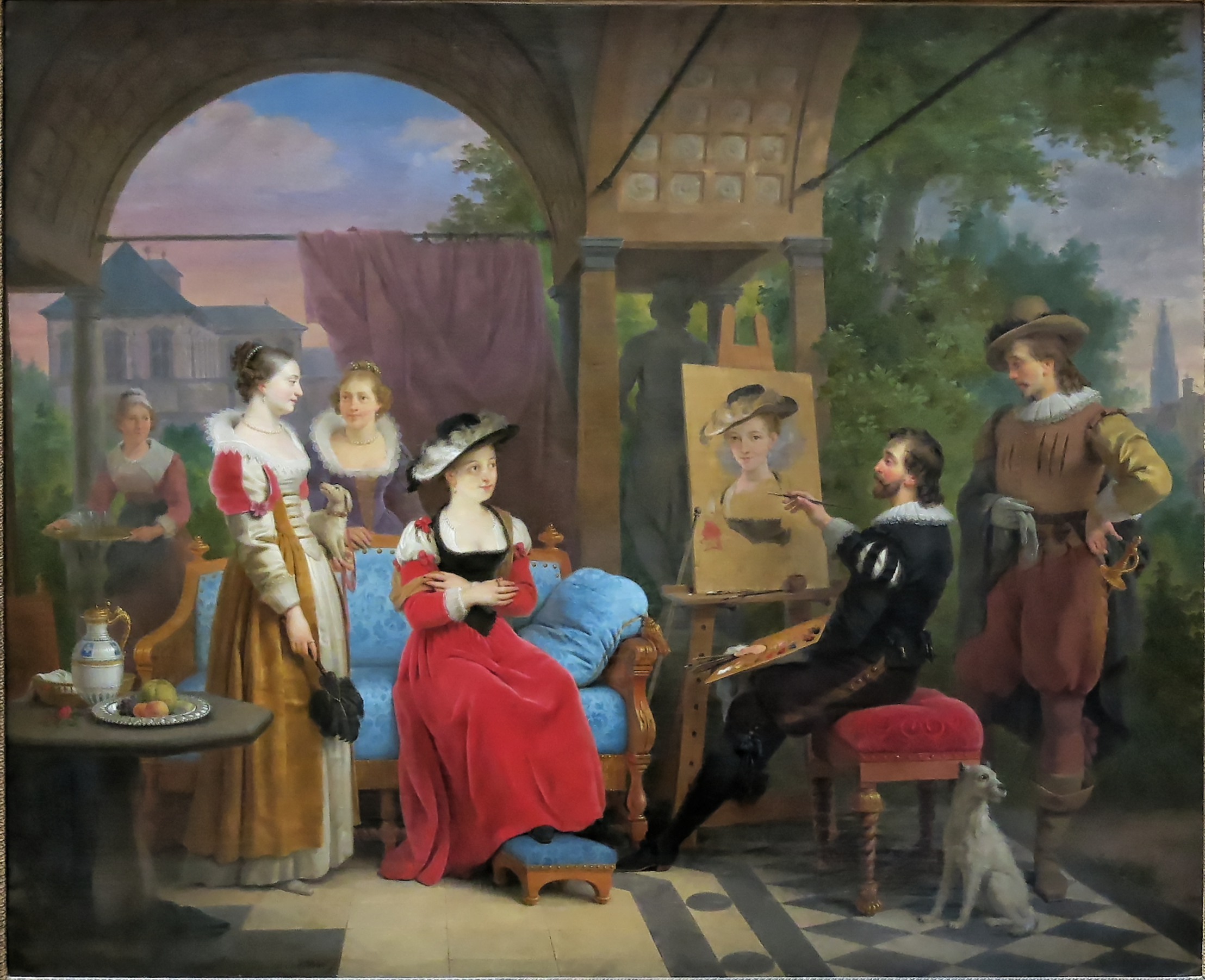
Rubens peignant 'Le Chapeau de paille' dans un pavillon de son jardin par Ferdinand de Braekeleer, 1826

Les portraits de Rubens étaient très populaires au XVIIIe siècle et ils inspirèrent d'autres artistes. Des variantes du Chapeau de paille furent réalisés par plusieurs peintres dont l'Autoportrait au chapeau de paille d'Élisabeth Vigée-Lebrun (National Gallery, Londres). Ce tableau est une imitation libre de l'œuvre de Rubens que la portraitiste française a découvert à Anvers.
En 1826, l'artiste belge Ferdinand de Braekeleer a représenté Rubens peignant Le Chapeau de paille dans un pavillon de son jardin, dans un tableau conservé au Louvre.